# Agonopterix adspersella
Agonopterix adspersella — вид метеликів родини плоских молей (Depressariidae).

## Поширення
Вид поширений в Південній Європі, Туреччині, на Близькому Сході та в Ірані. В Україні зафіксований в Криму.

## Спосіб життя
Личинки живляться листям ласкавця серполистого (Bupleurum falcatum). Вони склеюють павутиною листя рослини-господаря, щоб створити притулок, з якого вони харчуються. Заляльковування відбувається на землі у коконі з склеєних докупи піщинок.